# Gardnérianisme

Gerald Gardner.

Le gardnérianisme ou gardnérisme est une tradition wiccane dont les membres se réclament de Gerald Gardner. La Tradition doit son nom à celui que beaucoup considèrent comme le fondateur de la Wicca Gerald Gardner (1884-1964), un fonctionnaire britannique et érudit de magie, entre autres choses. 

## Origines
Après avoir pris sa retraite des Services Coloniaux Britanniques, Gardner déménagea à Londres. Avant la seconde guerre mondiale, il partit pour Highcliffe, à l'est de Bournemouth sur la côte méridionale de l'Angleterre. Là, il a été initié dans un coven traditionnel de sorcières, une survivance des temps pré-chrétiens, qui continuaient de se rencontrer dans la nouvelle forêt dans le Sud de l'Angleterre. 
À son tour, il initia une série de femmes qui agirent en tant que Grandes Prêtresses, continuant à fonder des covens et démarrant une tradition de passation par initiation vers les « lignées inférieures » ainsi créées. Au Royaume-Uni et dans les pays du Commonwealth, quelqu'un se prétendant membre de la Wicca Gardnérienne est habituellement compris comme descendant initiatique de Gardner.

## Pratique & Philosophie
La tradition gardnérienne, en tant que tradition initiatique, magique et orale de la sorcellerie moderne, se compose d'un certain nombre de rituels et de pratiques traditionnelles qui sont utilisés par ses initiés afin de comprendre les Mystères des Pouvoirs Magiques. En plus de leurs opérations magiques, la plupart des gardnériens utilisent leur système spirituel afin d'obtenir une compréhension empirique/non-conceptuelle de l'antique question de la vie et de la mort. Les principes des Mystères qui incluent la vision wiccane du monde, l'ontologie et l'éthique, peuvent être répertoriés comme suit : 
- Initiation et Serment devant les Dieux
- Mystère du Dieu et de la Déesse
- Puissances des 4 phases lunaires
- Non-dualisme
- Réincarnation
- Magie et sorcellerie
- la loi du triple retour
- Crédo Wicca
- Cercle de pouvoir
- Roue de l'Année

Selon les pratiquants, les aspects les plus importants de la magie se comprennent à travers l'expérience. Les Gardnériens gardent donc secrets leurs rituels et les pratiques du coven. De cette façon, chaque initié aurait la possibilité de trouver pour lui/elle-même ce que l'expérience rituelle signifie, en utilisant le « langage » de base d'une tradition rituelle partagée, afin de découvrir la nature des Mystères.
La tradition se centre sur la communauté, et accorde une grande importance à la conduite éthique et au respect de tous les êtres sensibles, ce qui est central à la maturité spirituelle. La croyance selon laquelle « on ne peut être une sorcière seule » s'étend à l'idée que la croissance personnelle, à la fois intellectuelle et spirituelle, dépend de (et affecte) notre environnement et les gens qui nous entourent. Par exemple, la Grande Prétresse Gardnérienne n'était pas seulement une des anciennes les plus respectées dans la tradition, elle dirigeait également une maison de soin. De plus, le coven BW est bien connu aujourd'hui comme accueillant plusieurs membres avec un certain bagage académique ou intellectuel, contribuant à la préservation du savoir wiccan. Gerald Gardner lui-même dispensait son enseignement sur le folklore et l'occulte au public, par le biais de son Musée de la sorcellerie sur l'Ile de Man. C'est pourquoi on peut dire que le Gardnérianisme diffère légèrement de plusieurs autres pratiques magiques qui se concentrent généralement sur le développement spirituel en solitaire.
L'accent mis sur l'action, plus que sur les mots, est une caractéristique de la Wicca gardnérienne. Cette tradition est souvent caractérisée par l'orthopraxie (la pratique correcte) plutôt que l'orthodoxie (la pensée correcte), les adhérents accordant plus d'importance à un corps partagé de pratiques, en opposition à la foi.

## Initiation
Gardner fut initié en 1939 à une tradition de sorcellerie religieuse qu'il croyait descendre du paganisme européen. Il connut et travailla avec beaucoup d'occultistes célèbres, dont Aleister Crowley. Après sa retraite, Gardner déménagea à Christchurch près de la New Forest sur la côté méridionale de l'Angleterre, où il dit avoir rencontré un groupe de gens qui avaient préservé certaines pratiques traditionnelles. Ils le reconnurent comme un des leurs et le convainquirent d'être initié. Ce fut seulement à mi chemin de son initiation, dit-il, qu'il comprit de quel genre de groupe il s'agissait, et que la sorcellerie n'était pas morte en Angleterre.
Doreen Valiente, une des prêtresses de Gardner, identifia l'initiatrice de Gardner : Dorothy Clutterbuck dans A Witches' Bible par Janet et Stewart Farrar. Elle se basait sur des allusions que Gardner fit à une femme qu'il nommait « la Vieille Dorothy ». Son élève Ronald Hutton argumente au contraire dans son Triumph of the Moon que la tradition sorcière gardnérienne était largement inspirée de membres de la Communauté de Cronota de l'Ordre Rosicrucien et tout particulièrement une femme dont le nom magique était "Dafo". Le docteur Leo Ruickbie, dans son Witchcraft Out of the Shadows, analysa les témoignages documentés et conclut que Aleister Crowley joua un rôle crucial en inspirant à Gardner la fondation d'une nouvelle religion païenne. Ruickbie, Hutton, et d'autrent avancent que beaucoup de ce qui a été publié sur la Wicca gardnérienne, en tant que pratique à laquelle Gardner eut accès, fut écrit par Doreen Valiente, Aleister Crowley et contient également des emprunts d'autres sources identifiables.
Gardner parlait des sorcières auxquelles il avait été présenté comme « la Wica » et il utilisait souvent le terme de « culte religieux sorcier » pour décrire la religion. D'autres termes utilisés, incluent « sorcellerie » ou la « Vieille Religion ». D'autres publications standardisèrent l'appellation « Wicca » et on en vint à l'utiliser pour désigner la religion elle-même, plutôt que ses disciples. « Gardnerien » fut à l'origine un terme péjoratif inventé par un contemporain de Gardner, Roy Bowers (également connu sous le nom de Robert Cochrane), un Britannique leader d'un groupe de sorcières « traditionnelles ».

## Reconstruction des Rituels Wiccans
Gardner lui-même admettait que les rituels du groupe existant étaient au mieux fragmentaires et il décida de le reconstruire, comptant sur ses talents d'occultiste et d'amateur du folklore. Gardner ne semble pas avoir été assez confiant en lui pour écrire de la poésie originale, il emprunta et renoua les fils venant d'autres occultistes et artistes, plus notablement Crowley, l’Aradia, ou the Gospel des Sorcières de Charles Godfrey Leland, la Clé de Salomon telle que republiée par S.L. MacGregor Mathers, rituel Franc-maçon, et Rudyard Kipling. Doreen Valiente écrivit beaucoup de poésie mieux connue, notamment la célèbre Charge of the Goddess.
Le groupe dans lequel Gardner affirma avoir été initié, connu comme le coven de la Nouvelle Forêt, était petit et extrêmement secret vu que la sorcellerie était illégale en Grande-Bretagne à l'époque. Quand les lois sur la sorcellerie furent remplacées en 1951, par la loi contre la « fraude » des mediums, Gerald Gardner se montra en public, d'abord avec prudence, mais à la fin des années 1950 et jusqu'à sa mort en 1964, il concentra l'attention des tabloïds, à la consternation de certains autres membres de la tradition.

## Bricket Wood et le coven du Nord de Londres
En 1948-9 Gardner et Dafo dirigeaient un coven, séparé du coven original de la Nouvelle Forêt, dans un club naturiste près de Bricket Wood au Nord de Londres. En 1952 cependant, la santé de Dafo avait commencé à décliner, et elle se méfiait de plus en plus de la recherche de publicité de Gardner. En 1953 Gardner rencontra Doreen Valiente qui devait devenir sa grande prétresse et succéder à Dafo. La question de la publicité conduisit Doreen et d'autres à formuler les 13 règles de la sorcellerie. en incluant des articles tels qu'une restriction des contacts avec la presse. Gardner répondit en produisant les Lois Wiccanes, ce qui mena Doreen et d'autres à quitter le coven. À peu près à cette époque (1956-58), on disait de la méthode standard d'élévation de l'énergie dans le cercle, qu'elle se faisait par bondage et flagellation, mais à la suite du temps passé par Gardner dans l'Ile de Man, le coven commença à expérimenter la danse du cercle comme alternative. C'est également à cette époque que l'on donna une plus grande importance aux Sabbats mineurs. Quand les membres du Coven de Brickett Wood décidèrent que vu qu'ils aimaient tant les célébrations des Sabbats, il n'y avait pas de raison de garder les fêtes au plus près de la pleine lune, elles devinrent des festivités à part entière. Comme Gardner n'avait pas d'objection à ce changement suggéré par le coven de Brickett Wood, le résultat de cette décision collective mena à ce qui est maintenant les huit festivités standard de la roue de l'année. 
La séparation d'avec Valiente conduisit le coven de Bricket Wood à être dirigé par Jack Bracelin et une nouvelle grande prétresse, Dayonis. Ce fut le début d'un certain nombre de disputes entre groupes et individus. Cependant, la publicité accrue semble avoir permis à la Wicca Gardnérienne de se développer beaucoup plus rapidement. Certains initiés comme Alex Sanders et Raymond Buckland développèrent leur propre tradition, en autorisant dès lors une plus grande expansion. 